# العصب الحرقفي الخثلي
العصب الحرقفي السفلي هو عصب ينشأ من الضفيرة القطنية ويزود الجلد بالإحساس فوق المناطق الألوية الجانبية والسفلى ويحرك العضلات المائلة الداخلية وعضلات البطن المستعرضة.

## تكوين

### أصل
ينشأ العصب الحرقفي السفلي من الفرع العلوي للفرع الأمامي للعصب الشوكي L1. ويستقبل أيضًا أليافًا من الفقرة الصدرية الثانية عشرة عبر العصب تحت الضلعي. الفرع الذي يقع أسفله هو العصب الحرقفي الأربي.

### دورة
يخرج من الحافة الجانبية العلوية لعضلة القطنية الكبرى. :1148ثم يعبر أمام العضلة المربعة القطنية إلى منطقة أعلى قمة الحرقفة. ويمتد خلف الكليتين. فوق قمة الحرقفة مباشرة، يخترق الجزء الخلفي من العضلة المستعرضة للبطن ويستمر أماميًا في جدار البطن بين العضلة المستعرضة للبطن والعضلات المائلة الداخلية. :1148
وينقسم إلى فرع جلدي جانبي وفرع جلدي أمامي بين العضلة المستعرضة البطنية والعضلة المائلة الداخلية.

### الفروع

#### الفرع الجلدي الجانبي
يخترق الفرع الجلدي الجانبي ("الفرع الحرقفي") العضلات المائلة الداخلية والعضلات المائلة الخارجية الموجودة مباشرة فوق قمة الحرقفة.  ويتم توزيعه على جلد منطقة الألوية، خلف الفرع الجلدي الجانبي للعصب تحت الضلعي؛ يتناسب حجم هذا الفرع عكسياً مع حجم الفرع الجلدي الجانبي للعصب تحت الضلعي.

عند حصاد العظام من الحافة الحرقفية الأمامية (AICBG)، من المرجح أن يتعرض الفرع الجلدي الجانبي للعصب الحرقفي السفلي (L1) للإصابة.

يمكن رؤية المنطقة التي يزودها الفرع الجلدي الجانبي باللون الأزرق بالقرب من الورك.

#### الفرع الجلدي الأمامي
يستمر الفرع الجلدي الأمامي ("الفرع تحت المعدة") إلى الأمام بين العضلات المائلة الداخلية والعضلات المستعرضة في البطن.
ثم يخترق العضلة المائلة الداخلية، ويصبح جلديًا عن طريق ثقب غشاء العضلة المائلة الخارجية بحوالي 2.5 سم فوق الحلقة الأربية تحت الجلد، وتنتشر على جلد منطقة تحت المعدة.

### الاتصالات
يتواصل العصب الحرقفي السفلي مع العصب تحت الضلعي والأعصاب الحرقفية الأربية.

### تفاوت
قد يكون العصب الحرقفي السفلي غائبًا في ما يصل إلى 20% من الأشخاص. وبدلاً من ذلك، تنتقل أليافه على أعصاب أخرى، مثل العصب الحرقفي الإربي.

## وظيفة
يغذي العصب الحرقفي السفلي العضلات المائلة الداخلية جزئيًا. كما يوفر التغذية الحسية للمنطقة الألوية العلوية وجزء من منطقة فوق العانة.

## الأهمية السريرية
قد يتضرر العصب الحرقفي السفلي عند النقاط التي يمر بها عبر العضلة المائلة الداخلية والعضلات المائلة الخارجية. وغالبًا ما يتضرر نتيجة للمضاعفات الجراحية. وقد يتضرر أيضًا بسبب آفة عصبية.

## روابط خارجية
- Iliohypogastric_nerve على برنامج طب العظام التابع لنظام الصحة بجامعة ديوك [الإنجليزية]‏.
- أطلس تشريح جامعة ميشيغان abdo_wall70 - "Posterior Abdominal Wall, Dissection, Anterior View"
- [http://ect.downstate.edu/courseware/haonline/labs/l35/050101

.htm صور تشريحية:35:05-0101
] في مركز داونستيت الطبي التابع لجامعة نيويورك - "Anterior Abdominal Wall: The Iliohypogastric and IlioInguinal Nerves"
- [http://ect.downstate.edu/courseware/haonline/labs/l40/170101

.htm صور تشريحية:40:17-0101
] في مركز داونستيت الطبي التابع لجامعة نيويورك - "Posterior Abdominal Wall: Nerves of the Lumbar Plexus"
- [http://ect.downstate.edu/courseware/haonline/imgs/00000/7000/000/7055

.jpg صور تشريحيَّة:7055
] على موقع مركز سوني دونستات الطبي.
- [http://ect.downstate.edu/courseware/haonline/imgs/00000/7000/200/7221

.jpg صور تشريحيَّة:7221
] على موقع مركز سوني دونستات الطبي.
- [http://ect.downstate.edu/courseware/haonline/imgs/00000/7000/200/7257

.jpg صور تشريحيَّة:7257
] على موقع مركز سوني دونستات الطبي.
- درسٌ تشريحي حول posteriorabdomen مُعدٌ بواسطة ويسلي نورمان (جامعة جورجتاون). (posteriorabdmus&nerves)